# Pontevedra Viva
Pontevedra Viva é um jornal diário online galego fundado em Pontevedra (Espanha) em 1 de outubro de 2012.
Centra-se em notícias relacionadas com a cidade de Pontevedra e a província de Pontevedra. Trata também de assuntos nacionais e internacionais.
O jornal é publicado em espanhol e galego. A sua audiência ou número de leitores é de 207.399 em julho de 2022.

## História
O jornal nasceu a 1 de outubro de 2012 com o objectivo de dar cobertura noticiosa sobretudo a Pontevedra e a sua região e às regiões de Umia, O Salnés, Arousa e O Morrazo.
O objectivo do jornal era levar as últimas notícias, actividades desportivas, culturais e de lazer a todos os utilizadores da Internet e ser um ponto de ligação na Internet para toda a população de Pontevedra, tanto dentro como fora da cidade.
A apresentação do jornal contou com a presença de cerca de 300 pessoas, incluindo representantes de uma vasta gama de grupos e sectores sociais.
Posteriormente, a empresa incorporou também a estação de rádio Pontevedra Viva Radio.